# Vitória Brasil
Vitória Brasil là một đô thị ở bang São Paulo của Brasil. 
Đô thị này nằm ở vĩ độ 20º11'48" độ vĩ nam và kinh độ 50º29'04" độ vĩ tây, trên khu vực có độ cao 505 m. Dân số năm 2007 ước khoảng 1.624 người.
Đô thị này có diện tích 49,818 km².

### Sông ngòi
- Córrego do Veadão
- Córrego do Desengano
- Córrego do Cajueiro
- Córrego da Helena
- Córrego do Cedro

### Các xa lộ
- SP-463